# Bratrušov
Bratrušov (deutsch Brattersdorf) ist eine Gemeinde in Tschechien. Sie liegt fünf Kilometer nördlich von Šumperk und gehört zum Okres Šumperk.

## Geographie
Bratrušov erstreckt sich entlang des Bratrušovský potok in einem Tal im Hannsdorfer Bergland. Nördlich erhebt sich der Smrk (Fichtberg, 742 m), im Nordosten der Ořešník (702 m), östlich die Městské skály (689 m) und im Westen der Lovák (606 m), Vašková hora (626 m) und die Chmelná (Hopfenberg, 570 m) sowie nordwestlich der Čapí vrch (Storchenberg, 646 m) und Ptačí vrch (622 m). Ebenfalls im Nordwesten liegen über dem Tal des March die Reste der Burg Nový hrad.
Nachbarorte sind Lužná und Kopřivná im Norden, Osikov und Rejchartice im Nordosten, Rapotín im Osten, Šumperk im Südosten, Temenice im Süden, Hostice im Südwesten, Bohdíkov im Westen sowie Raškov und Dvůr Raškov im Nordwesten.

## Geschichte
Die erste schriftliche Erwähnung des Dorfes erfolgte 1371 im Testament des Markgrafen Johann Heinrich, der den Ort zusammen mit anderen Dörfern seinem Sohn Prokop zuschrieb. Benannt ist der Ort nach einem Lokator Bratruš. Es wird angenommen, dass das Dorf eine slawische Gründung war, die im Zuge der deutschen Kolonisation im 13. und 14. Jahrhundert zu einem langgestreckten Waldhufendorf ausgebaut wurde. 1603 wurde eine evangelische Kirche geweiht, die bei der Rekatholisierung den Katholiken übergeben wurde. 1784 erfolgte die Erhebung zur Pfarrkirche. Im Jahre 1834 lebten in den 140 Häusern von Brattersdorf 809 Menschen. Der Ort war ein rein landwirtschaftliches Dorf und es bestand eine Wassermühle.
Nach der Aufhebung der Patrimonialherrschaften bildete Brattersdorf/Bratrošov ab 1850 eine Gemeinde im Bezirk Mährisch Schönberg. Im Jahre 1900 war Brattersdorf auf 149 Wohnhäuser angewachsen und hatte 1016 Einwohner, von denen 1014 der deutschen Volksgruppe angehörten. 1930 lebten in dem Dorf 980 Menschen, darunter 88 Tschechen.
Infolge des Münchner Abkommens wurde die Gemeinde 1938 dem Deutschen Reich angeschlossen und gehörte bis 1945 zum Landkreis Mährisch Schönberg. 1939 hatte Brattersdorf 893 Einwohner. Zwischen 1945 und 1948 erfolgten die Vertreibung der deutschen Bewohner und die Neubesiedlung mit Tschechen.
1960 wurde Osikov eingemeindet. Zwischen 1980 und 1990 war das Dorf ein Ortsteil von Šumperk. Seit 1990 besteht die Gemeinde wieder und seit 2004 führt sie ein Wappen und Banner.

## Gemeindegliederung
Die Gemeinde Bratrušov besteht aus den Ortsteilen Bratrušov (Brattersdorf) und Osikov (Aspendorf).

## Sehenswürdigkeiten
- Kirche Aller Heiligen, der Frührenaissancebau aus dem Jahre 1603 wurde 1833 um eine Eingangshalle im Empirestil erweitert.
- Kapelle in Osikov